# 1988 XR1
1988 XR1 är en asteroid i huvudbältet som upptäcktes den 7 december 1988 av de båda japanska astronomerna Masaru Arai och Hiroshi Mori vid Yorii-observatoriet i Japan.
Den tillhör asteroidgruppen Vesta.